# Karmin
I Karmin sono stati un duo musicale statunitense composto da Amy Heidemann e Nick Noonan. Il duo è diventato famoso grazie a YouTube e alla cover del brano Look at Me Now di Chris Brown. La loro canzone originale Take It Away è stata utilizzata nel promo per le NBA Finals del 2011.

## Storia

### Gli inizi
Heidemann e Noonan si incontrano durante il loro periodo di studio post-superiori alla Berklee College of Music di Boston. Nel 2010 pubblicano l'EP d'esordio, dal titolo Inside Out.
La popolarità del duo cresce in seguito alla loro partecipazione in un talk show e grazie al loro canale YouTube, dove raggiungono oltre 250 milioni di visualizzazioni. Il duo accresce ulteriormente la propria popolarità in seguito alla pubblicazione sul social news Reddit e tramite il loro video-cover della canzone di Chris Brown "Look at Me Now", pubblicato sul blog di Ryan Seacrest. Il gruppo ha successivamente ringraziato Reddit dando alla loro mascotte un posto di rilievo nel video della cover di Lil Wayne "6 Foot 7 Foot".

### 2011-2012:Helloe il successo commerciale
Il 2 giugno 2011, il gruppo annuncia la firma con una casa discografica, l'Epic Records. Sul loro sito ufficiale hanno chiesto ai loro fan tramite sondaggio quale genere di sound volessero sentire nel loro album, e circa il 50% ha risposto di preferire il rap.
Alla fine di giugno 2012, il duo registra in studio l'album di debutto e collabora con vari produttori. Sia Heidemann che Noonan hanno lavorato per mantenere canzoni e idee originali, mentre lavoravano verso il mainstream e la musica pop.
L'EP Hello viene pubblicato il 7 maggio, tramite download digitale.

### 2012-2014:Pulsese primo Tour
Il 6 settembre 2012, il duo annuncia via Twitter l'imminente produzione del primo album. La prima data di rilascio viene fissata per novembre 2012, ma il gruppo dichiarerà su Ustream che sarebbe rimasto in studio tutto il mese di novembre per registrarlo. A dicembre il duo inizia a fare apparizioni in spettacoli dal vivo e concerti, partecipando tra l'altro allo show di capodanno Dick Clark's New Year's Rockin' Eve '13 with Ryan Seacrest, mandato in onda dalla emittente americana ABC, con la canzone Hello, mentre il 1º gennaio suonano Brokenhearted nel programma Good Morning America.
Il 26 febbraio 2013 il duo pubblica una cover della canzone del rapper canadese Drake Started from the Bottom come singolo promozionale. Questo viene poi rilasciato per il download digitale. Una settimana più tardi pubblicano Karate Chop/Sweet Dreams del rapper Future sempre come singolo promozionale e anch'esso rilasciato per il download digitale.
Il 2 giugno 2013 cantano un pezzo con la boy-band americana Big Time Rush, il titolo del pezzo è Song For You. La canzone è la quarta del terzo album della band.
Il 30 maggio, viene rivelato il nome del singolo "Acapella". Il 10 giugno, annunciano che sarebbero stati introdotti come gruppo per l'apertura del prossimo tour dei Jonas Brothers nel 2013 . Il 23 giugno, il duo rivela via Twitter che "Acapella" sarebbe stato rilasciato in digitale nel mese di luglio, come parte della campagna che avrebbe caratterizzato anche le loro esibizioni dal vivo.
Il 9 luglio 2013 viene pubblicato Acapella, singolo apripista dall'album d'esordio, Pulses, in uscita il 25 marzo 2014.La canzone debutta al numero 98 della Billboard Hot 100 e due settimane più tardi raggiunge la posizione numero 72. Il primo ottobre dello stesso anno l'album diventa disponibile a partire dal 31 dicembre 2013 per il pre-ordine sul sito di Walmart.
Il 28 ottobre 2013 annunciano il Pulses Headline Tour. La prima tappa del tour è iniziata a Baltimora il 29 gennaio 2014 e si è conclusa in California il 22 febbraio 2014, mentre la seconda tappa del tour è iniziata il 6 aprile 2014.

### 2014-2016: Divisione dalla Epic e nuovo album:Leo Rising
Dopo l'uscita del loro album di debutto e dopo aver terminato il tour, recidono il contratto dalla Epic per diventare artisti indipendenti. In un'intervista a Billboard, Heidemann ha chiarito questa decisione nei confronti della Epic affermando: "Eravamo affamati di provare un approccio più musicalmente onesto. Abbiamo voluto essere un po' nerdier di quanto pensiamo avessero sperato".
Sei mesi dopo i Karmin rilasciano un singolo con il rapper George Watsky intitolato No Flex Zone (Remix), ispirato alla canzone No Flex Zone dei Rae Sremmurd. Il video musicale viene pubblicato il 26 settembre 2014 nel canale YouTube ufficiale del gruppo, e nel canale Vevo su YouTube.
L'8 ottobre 2014 viene rilasciato il singolo Sugar che preannuncia l'album, seguito da Yesterday, pubblicato il 24 ottobre 2014. Tramite il loro profilo twitter i Karmin confermano la presenza di nuove canzoni come Everything, Blame It On My Heart, Save Me Now e Along The Road.
Il 6 maggio, 2015, pubblicano una loro app dal nome omonimo,  che hanno descritto come "assolutamente gratis", contenente quattro canzoni gratis tra cui Sugar, Yesterday, Along The Road, e una nuova canzone facente parte di Leo Rising intitolata Didn't Know You, per la quale hanno girato un breve filmato. Il 25 maggio, 2015, eseguono per NET 2.0 una scaletta di canzoni dal loro EP Hello e dal loro album d'esordio Pulses, insieme ad una cover di "Super Bass".
Didn't Know viene pubblicata il 2 giugno 2015 per il download digitale, con una versione acustica che verrà rilasciata solamente nella loro app. Girano il video di questa canzone all'inizio di maggio 2015.
Durante il 2015 rilasciano remix di canzoni popolari come Bitch Better Have My Money di Rihanna, Walkin' on the Sun degli Smash Mouth, That Old Black Magic di Frank Sinatra e Can't Feel My Face di The Weeknd. L'8 ottobre 2015 rilasciano una cover della canzone di Justin Bieber What Do You Mean?.
Nel 2016, Wild Culture rilascia l'EP Sugar in collaborazione con Karmin. È composto di tre remix di "Sugar" e di un remix del singolo Brave di Riley Pearce.
Il 9 settembre 2016 viene rilasciato l'album Leo Rising.

### 2017-oggi: pausa da "Karmin", nuovo atto come "Herby"
Nel 2017 i Karmin cambiano la loro identità diventando "Herby", lanciando il nuovo sito web "Qveenherby.com".
All'inizio del 2017 Amy Noonan rivela in un livestream che il Leo Rising Tour non si sarebbe tenuto nel 2017 e che, se mai ce ne sarebbe stato uno, esso si sarebbe probabilmente svolto nel 2018. Annuncia anche che, a fianco del lancio di un nuovo sito web, della nuova musica sarebbe in lavorazione. È stato poi rivelato che lo stile sarebbe cambiato dal suono pop dei Karmin ad un focus sul R&B con influenze dall'Hip-Hop.. Qveen Herby fa parte della carriera da solista di Amy Heidemann, ma il duo continuerà comunque come Karmin.

## Formazione
- Amy Heidemann (2010-2017)
- Nick (Louis) Noonan (2010-2017)

## Discografia

### Album in studio
- 2014 – Pulses
- 2016 – Leo Rising

### EP
- 2010 - Inside Out
- 2011 - The Winslow Sessions
- 2012 - Hello

### Raccolte
- 2011 – Karmin Covers Volume 1

### Singoli

#### Come artista principale
- 2011 - Crash Your Party
- 2012 - Brokenhearted
- 2012 - Hello
- 2013 - Acapella
- 2014 - I Want It All
- 2014 - Sugar
- 2014 - Yesterday
- 2015 - Along the Road
- 2015 - Didn't Know You
- 2016 - Come with Me (Pure Imagination)

#### Come artista ospite
- 2013 – Song For You (Big Time Rush feat. Karmin) (da 24/Seven)

## Tournée
- 2014 – Pulses Headline Tour

## Riconoscimenti
| Anno | Nominato        | Premio                     | Nomination            | Risultato       |
| ---- | --------------- | -------------------------- | --------------------- | --------------- |
| 2011 | Karmin          | American Music Award       | New Media Honoree     | Vincitore/trice |
| 2012 | Karmin          | MTV O Music Awards         | Web Born Star         | Vincitore/trice |
| 2012 | Karmin          | Teen Choice Awards         | Breakout Group        | Vincitore/trice |
| 2012 | Karmin          | Teen Choice Awards         | Web Star              | Candidato/a     |
| 2012 | Karmin          | PopRepublic It List Awards | Breakthrough Artist   | Vincitore/trice |
| 2012 | Karmin          | PopRepublic It List Awards | Best Intl Group       | Candidato/a     |
| 2012 | "Brokenhearted" | PopRepublic It List Awards | Best Single           | Vincitore/trice |
| 2012 | Hello           | PopRepublic It List Awards | Best Album            | Candidato/a     |
| 2014 | Karmin          | World Music Awards         | World's Best Group    | Candidato/a     |
| 2014 | Karmin          | World Music Awards         | World's Best Live Act | Candidato/a     |
| 2014 | "Acapella"      | World Music Awards         | World's Best Song     | Candidato/a     |
| 2014 | "Acapella"      | World Music Awards         | World's Best Video    | Candidato/a     |
| 2016 | Amy Heidemann   | She Rocks Awards           | 2016 Mad Skills Award | Candidato/a     |